# Александр Кокко
Александр Кокко (фін. Aleksandr Kokko, нар. 4 червня 1987, Ленінград) — фінський футболіст, нападник клубу «РоПС». Виступав, зокрема, за «Гонку», а також молодіжну збірну Фінляндії.

## Клубна кар'єра
У дорослому футболі дебютував 2004 року виступами за команду клубу «Джаз», взявши участь лише в одному матчі чемпіонату.
Привернув увагу представників тренерського штабу клубу «ПоПа», до складу якого приєднався 2004 року. Відіграв за команду з Порі наступні два сезони своєї ігрової кар'єри. У складі «ПоПа» був одним з головних бомбардирів команди, маючи середню результативність на рівні 0,38 голу за гру першості.
У 2006 році захищав кольори команди клубу «Гямеенлінна».
2007 року уклав контракт з клубом «Гонка», у складі якого провів наступні три роки своєї кар'єри гравця.
Згодом з 2010 по 2011 рік грав у складі команд клубів «ПоПа» та «ВПС».
До складу клубу «РоПС» приєднався 2012 року. Наразі встиг відіграти за команду з Рованіємі 40 матчів в національному чемпіонаті.

## Виступи за збірну
Протягом 2008–2009 років залучався до складу молодіжної збірної Фінляндії. На молодіжному рівні зіграв у 5 офіційних матчах.

## Титули і досягнення
- Найкращий бомбардир Вейккаусліги (2):

«Гонка»: 2008
РоПС: 2015